# 金崎之戰
金崎之戰是日本戰國時代的一場戰爭，在1570年爆發，對戰雙方是朝倉義景及淺井長政聯軍與織田信長及德川家康聯軍交戰。最後織田、德川聯軍撤退成功。而此戰其後成為日本戰國史上著名的撤退戰。

## 背景
元龜元年(1570年)4月14日，織田信長為慶祝二條御所造建成，邀請各方大名姊小路賴綱、北畠具教、德川家康、畠山高政、一色義道、三好義繼、松永久秀上洛召開能劇觀賞會，在20日時離開京都，越過坂本在和邇宿陣，翌日則在高島郡田中城宿泊。後在22日進入若狹國經過熊川的松宮玄蕃領地，在23日時到佐柿粟屋勝久居館佈陣，曾被朝倉軍包圍數年的粟屋勝久隨之加入織田家，擔任前導引領織田軍進入越前，而織田家的盟友德川家康亦在攻擊越前的軍勢中。但織田信長對外的說法，並非以越前朝倉家為目標，而是宣稱討伐若狹國的武藤友益。
織田信長在4月25日領軍進入越前國襲擊朝倉家的領地，革島一宣前往越前各港口放火，織田軍隨後攻打金崎城東南方的手筒山城，守將是寺田釆女正，織田信長以柴田勝家跟池田恆興、木下藤吉郎為先鋒出擊，因為手筒山城地勢險峻，織田家臣森可成長子森可隆戰死，但在織田軍猛攻下，被斬首1千3百人後拿下城池，也有織田軍討取數百人的說法。
隨後織田軍在隔日開始包圍由朝倉家一門眾朝倉景恆把守的金崎城，由德川家康包圍，柴田勝家、池田恆興、森可成跟佐久間信盛正面進攻，木下藤吉郎跟坂井政尚由側面進攻，前田利家與福富秀勝亦在先鋒之列，在織田軍的進攻下，朝倉景恆不敵開城，隨後疋田城亦開城投降，織田信長命令家臣瀧川彦右衛門跟山田左衛門尉毀去疋田城，持續攻打朝倉家的領土，但織田家在進攻手筒山、金崎兩城時，損傷也不輕，共戰死千餘人。
為防範織田軍長驅直入，朝倉義景安排朝倉景鏡率千餘騎在大野城守備，溝江長逸7百多騎在金崎城下口一帶警固。黑坂備中守領5百余騎前往竹田風谷鎮守，朝倉景綱領5百多騎由織田城前往河野口。櫻井新左衛門率7百多騎、鰐淵將監領3百多騎各自前往杉津口，朝倉景盛率1千多騎、三段崎權頭率5百多騎疋壇口前往柳瀨與淺井長政的軍勢會合，印牧孫六左衛門則率6百多騎前往木目峠鄰近的鉢伏要害，這波兵力約5千8百人。
而朝倉義景本人則統領山崎吉家2千多騎、詫美行忠2千多騎、河合吉統二千多騎、朝倉景行二千多騎、魚住景固1千多騎、朝倉景健1千5百騎、栂ノ三郎右衛門吉仍1千多騎、朝倉景氏8百余騎、鳥羽右馬助8百余騎、勝蓮華近江守7百余騎、義景旗本3千8百余騎、鳥井景近5百余騎、山崎肥前守2百余騎、高橋景業5百余騎、加藤新三郎150騎、後備小林吉隆5百余騎、窪田左近將監7百余騎、青木隼人正5百余騎、一色治部大輔5百余騎、富田長繁1千多騎，共2萬2千多人從一乘谷城出陣。武田中務大輔、齋藤兵部少輔領2萬人留守一乘谷城。

## 戰況
就在織田軍將越過木目峠時，作為織田信長妹夫的盟友淺井長政基於父親淺井久政的要求，考量到淺井家三代跟朝倉家的交情，決定背叛織田信長，派出家臣木村貞之、淺井惟安出使越前國，向朝倉義景表示夾擊織田信長的想法，朝倉義景大喜，並寫下誓書回送給淺井家。
淺井方面亦開始出兵，嘗試包圍織田、德川聯軍，織田信長獲知淺井長政背叛的情報後，在4月28日開始撤退，由木下藤吉郎擔任殿軍在金崎城佈防，織田信長也親自分配200人支援木下藤吉郎的部隊，此時竹中重治、丸毛兼利、牧村政倫等亦調派協助殿後，此外明智光秀、池田勝正亦在殿軍之列，織田信長與德川家康則掉頭退往若狹國，並由丹羽長秀先行前往確保通路無虞。
確認織田軍退離後，朝倉景恆率領1千兵力啣尾追擊，木下藤吉郎領7百人嚴拒，順利擊破朝倉軍，斬殺80多人，反倒逼得朝倉景恆請和，木下藤吉郎領軍歸營，在朝倉義景親自領軍追擊下，據說德川家康也捲入戰鬥，以洋槍攻擊朝倉軍。而織田信長領軍至粟屋勝久的居館後，其子向勝久進言想暗殺織田信長，但遭到粟屋勝久反對，織田信長安然離開若狹。
織田信長在沿琵琶湖西岸撤退中途，近江豪族朽木元綱披甲冑來迎，據說由松永久秀前往試探朽木元綱的態度，在確認朽木元綱倒向織田家後，信長便入住朽木元綱的宅邸，隨後以朽木元綱為前導，走朽木谷一線撤往京都。在撤退戰中，織田軍在朝倉、淺井兩軍追擊下，損失數千人，但也有雙方共傷亡數千人之說。

## 戰後
織田信長從越前撤退後，命令丹羽長秀跟明智光秀前往若狹國，要求當地豪族武藤友益、粟屋勝久獻出人質表示忠誠，而武藤友益也交出母親給織田信長為人質，在破卻武藤家的城池後，兩人在5月6日回歸京都覆命。
為防備淺井長政，織田信長安排稻葉一鐵父子跟齋藤利三駐屯近江守山對近江路進行警固，當時近江一揆蜂起反抗織田家，試圖在守山周遭放火，反被稻葉一鐵擊敗，討取1千2百名敵人，木下藤吉郎隨後也安然回歸京都。織田信長在5月9日離開京都回歸岐阜城前，也將途中的志賀、宇佐山城交給森可成防備，12日將佐久間信盛安排在永原，長光寺城則交給柴田勝家，安土一帶讓中川重政防守，牢牢固守近江道的交通。
織田信長後在6月下旬對淺井長政展開反擊，跟朝倉家與淺井家於姉川交戰，順利擊敗朝倉、淺井聯軍，為其後攻滅兩個勢力打下重要基礎。